# 鋼彈爭鋒對決
《鋼彈爭鋒對決》是一款萬代南夢宮娛樂製作並發行的3DGUNDAM動作對戰手遊，於臺、韓、港、澳發行。運行平台為Android與iOS。
2020年10月8日開放公測事前登錄，2021年5月25日於Google play與App Store開放事前登錄，2021年6月17日上市。

## 遊戲主題
遊戲內集結許多GUNDAM系列作品的機體、駕駛員、戰艦，供玩家收集，並進行即時戰鬥。遊戲中還原各個機體在動漫裡的經典招式，以及動漫中的戰鬥場域，並以原作聲優配音，重現動漫角色的經典臺詞。

## 競技賽事

### 官方

#### 王牌駕駛員2 v 2挑戰賽
第一個由官方舉辦，非遊戲既有競技模式的賽事。
- 日期
  - 海選賽：2022年7月22日－2022年7月31日（全球）
  - 淘汰賽、決賽：2022年8月20日（臺、港）；2022年8月21日（韓）

- 時間
  - 海選賽：18:00－23:00（全球）
  - 淘汰賽、決賽：15:45－18:00（臺、港）

- 賽區：臺、港、澳所有伺服器為一區；韓國伺服器為另外一區。
- 模式：2 v 2 BAN/PICK挑戰賽-普通模式

## 外部連結
- 官方網站
  - 臺灣版 （页面存档备份，存于）
  - 港澳版
  - 韓國版 （页面存档备份，存于）